# Glints
Glints is een Belgische hiphopband met soulinvloeden die werd opgericht door Jan Maarschalk Lemmens, een Antwerpse rapper.
Glints bracht in 2015 de debuutsingle Dread uit met medewerking van Jergan Callebaut van Vuurwerk. Beiden maken deel uit van het collectief Run Tell Secrecy. De debuutsingle werd goed ontvangen, en zorgde ervoor dat Glints meteen mocht optreden in de Ancienne Belgique, Trix en Melkweg.
In 2017, 2019 en 2022 speelde de band onder meer op Pukkelpop.
Op 6 maart 2020 werd het album Choirboy uitgebracht.
Glints is ook bekend van het radioprogramma Abbatoir Anvers op Studio Brussel, dat hij samen met Faisal en Yong Yello presenteert.
In 2021 speelde hij mee in De Slimste Mens ter Wereld. Hij won een van de twee afleveringen waaraan hij deelnam.
Glints heeft enkele keren samengewerkt met DAAN. Daan Stuyven was te horen op het album The Dark!, en samen brachten ze op Rock Werchter 2024 het nummer (Not A) Housewife, een bewerking van DAAN's nummer Housewife. Dit nummer is later als single uitgebracht.
Sinds 2024 vormt hij ook een muzikaal duo met dj Faisal, Glintsal. Ze brachten samen een album uit onder die naam. 

## Leden
- Jan Maarschalk Lemmens: vocals
- Tim Caramin: drums
- Mathias Bervoets: gitaar
- Ferre Marnef: bas/gitaar

## Discografie

### Album
- Choirboy - 2020
- The Dark! - 2023

### Singles & EP's
- Dread - 2015
- Catalyst - 2016
- Egotism - 2016
- Makeshift Idol - 2017
- Burning - 2017
- Burgundy - 2017
- Bugatti - 2018
- Gold Veins - 2019
- Fear - 2019
- Lemonade Money - 2019
- Minimum Wage - 2020
- My Ensor (Colours) - 2020
- 28 Days - 2020
- Roma - 2022
- All In - 2023
- So Sorry - 2023
- Alarm - 2023
- (Not A) Housewife - 2024 (samen met Daan Stuyven)